# Grad Hagestein
Grad Hagestein je bil grad v Hagesteinu v občini Vijfheerenlanden , ki se zdaj nahaja v nizozemski provinci Utrecht. Grad naj bi bil zgrajen malo pred letom 1251 in je bil leta 1405 porušen.

## Zgodovina
Leta 1251 je Gijsbert Gevengoienski (van Goye) predal grad Hagestein grofu Otonu II. Gelderskemu. Nato ga je dobil nazaj kot fevd, kot je bilo takrat v navadi. Nato je končal v rokah Janeza V. Arkelskega, ki je leta 1382 podelil mestne pravice Gasperdu . Grad je med Arkelskimi vojnami leta 1405 osvojil grof Viljem VI. Holandski, nakar sta bila grad in mesto Gasperde porušena do tal, s čimer je izgubil svoje mestne pravice.
Ker je Friderik III., škof iz knezoškofije  Utrecht, pomagal pri osvajanju gradu, je v zahvalo dobil nadzor nad Hagesteinom. Od leta 1510 je bil Hagestein v skupni lasti kapitljev Katedrale in Starega-Munstra v Utrechtu. Tam so leta 1583 dali zgraditi nov grad po načrtih Marcelisa Keldermansa in Willema van Noorta. Tudi ta grad je bil leta 1855 nazadnje porušen.